# Siegfried Schade
Siegfried Schade (* 25. Dezember 1930 in Mühlhausen; † 8. August 2015) war ein deutscher Maler, Grafiker und Keramiker.

## Leben und Werk

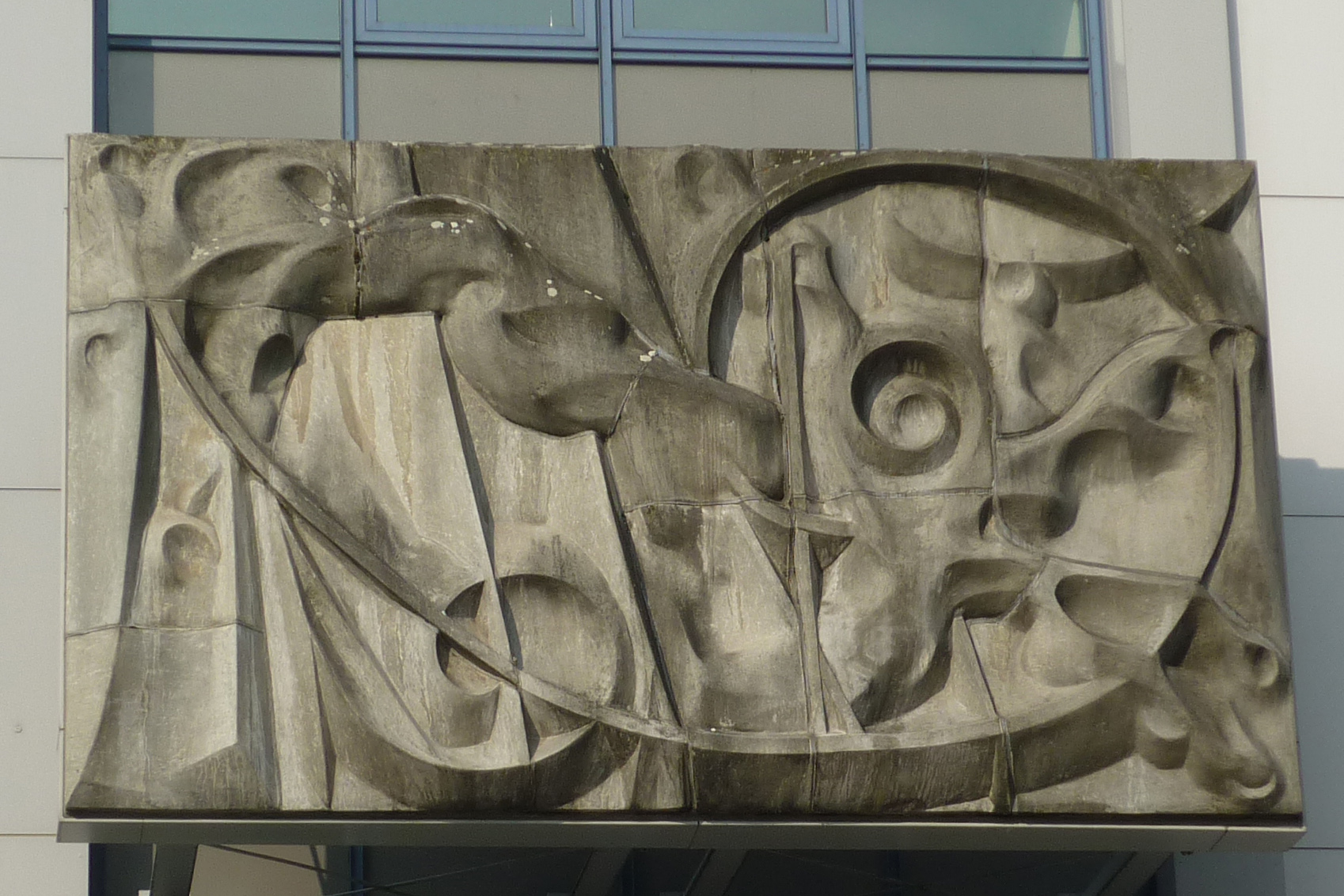
Relief Astrophysik am Studentenwohnheim Fritz-Löffler-Straße

Schade studierte von 1951 bis 1957 bei Heinz Lohmar an der Hochschule für Bildende Künste Dresden und arbeitete danach als freischaffender Künstler in Dresden und dann in Kreischa-Gombsen. 1958 gründete er mit Rudolf Sitte in Dresden die Produktionsgenossenschaft Bildender Künstler „Kunst am Bau“, der er bis 1998 angehörte. Unter deren Dach „entstand ein besonderes Experimentierfeld für baugebundene Entwicklungen wie Strukturwände, Formsteinsysteme, Spielplatzgeräte und spezielle, auch patentierte Verfahren zur Oberflächenbeschichtung von Beton.“ Als Mitglied war er an künstlerischen Bauobjekten in Dresden und Umgebung beteiligt. Nach der Wende wurde ein Teil davon vernichtet und der Großteil vernachlässigt.
Schade war von 1957 bis 1990 Mitglied des Verbands Bildender Künstler der DDR. Er erhielt 1983 die Verdienstmedaille der DDR.
Er war mit der Malerin und Grafikerin Elfriede Schade verheiratet.

## Werke (Auswahl)

### Entwürfe für baubezogene Werke
- Wandgestaltung in der Gedenkstätte Pirna-Sonnenstein (um 1977, variables Schablonensystem, keramisches Granulat; mit Karl-Heinz Adler und Friedrich Kracht)[3]

- Familie (Großwandbild am Wohnblock Dresden, Elsterwerdaer Straße 1; hartgebrannte, glasierte Keramik mit den Maßen 4 cm × 4 cm auf Beton, 150.000 Steine, 10,55 × 26,50 Meter. 1975/1979; 2003 unter Denkmalschutz gestellt, abgerissen und eingelagert)[4][5][6]

- Bauphysik, Kernphysik und Astrophysik (drei Reliefs aus Faserzement am Studentenwohnheim Dresden, Fritz-Löffler-Straße 12; 1970; mit Elfriede Schade)[7]

### Keramik
- Decamerone Szene XLIV (aus einer Serie von keramischen Wandreliefs; Irdenware, hellgelber Scherben, handgeformtes Relief, gemodelte Reliefauflagen, honigbraune Transparentglasur; 13,5 × 13,5 × 4,5 cm. Um 1970; Kunstgewerbemuseum Dresden)[8]

### Malerei
- Bildnis einer Krankenschwester (Öl, 120,5 × 59,5 cm, 1963; Sächsischer Kunstfonds)

## Ausstellungen (unvollständig)

### Personalausstellungen
- 1965: Dresden, Leonhardi-Museum (mit Alfred Brosig, Joachim Hering und Elfriede Schade)
- 1987: Dresden, Galerie Kunst der Zeit (Malerei und Grafik; mit Elfriede Schade)

### Beteiligung an Ausstellungen
- 1985: Dresden, Bezirkskunstausstellung
- 2020/2021: Dresden, Altana-Galerie der Kustodie der Technischen Universität Dresden („Realismus und Ostmoderne.“ Erwerbungen und Auftragsarbeiten aus den 1960er-Jahren. Der Kunstbesitz der TU Dresden)